# 사카이 다다자네
사카이 다다자네(일본어: 酒井忠真, 1671년 5월 22일 ~ 1731년 9월 28일)는 일본 에도 시대의 다이묘로, 데와노쿠니 쇼나이번의 4대 번주이다. 어릴적 이름은 고고로(小五郎)이고, 관위는 종4위하, 사에몬노조(左衛門尉)이다.
간분 11년(1671년) 4월 14일, 쇼나이 번의 3대 번주 사카이 다다요시의 맏아들로 태어났다. 엔포 8년(1680년), 쇼군을 처음 알현하였고, 덴나 2년(1682년) 아버지 다다요시가 사망함에 따라 번주직을 계승하였다. 겐로쿠 6년(1693년) 1월, 오쿠즈메(奥詰)에 임명되었고, 2월에는 소바요닌직을 겸임하였으나, 3월 1일에 면직되었다. 이듬해 다시 오쿠즈메에 재임되었고, 겐로쿠 15년(1702년) 2월에 면직되었다. 교호 16년(1731년) 8월 28일, 에도에서 61세로 사망하였다. 유일한 아들 사카이 다다토키가 호에이 6년(1709년)에 요절하여 후사가 없었으므로, 사카이 다다요리를 양자로 삼아 그의 뒤를 이었다.
| 전임 사카이 다다요시 | 제4대 쇼나이번 번주 1682년 ~ 1731년 | 후임 사카이 다다요리 |

| 전임 하타케야마 모토쿠로 | 에도 막부 소바요닌 1693년 | 후임 마쓰다이라 데루사다 |